# Nickolas Zukowsky
Nickolas Zukowsky (født 3. juni 1998) er en canadisk professionel cykelrytter, som i øjeblikket kører for Q36.5 Pro Cycling Team.